# Cyperus colymbetes
Cyperus colymbetes är en halvgräsart som beskrevs av Karl Theodor Kotschy och Johann Joseph Peyritsch. Cyperus colymbetes ingår i släktet papyrusar, och familjen halvgräs. Inga underarter finns listade i Catalogue of Life.